# Jelena Vučković
Jelena Vučković (* 1976 in Niš) ist eine in Jugoslawien geborene US-amerikanische Professorin für Elektrotechnik und Honorarprofessorin für Angewandte Physik an der Stanford-Universität. Vučković leitet das Labor für Nanoscale and Quantum Photonics (NQP) und ist Fakultätsmitglied des Ginzton Lab, PULSE Institute, SIMES Institute und Bio-X in Stanford. Sie ist Direktorin der Q-FARM Initiative (Quantum Fundamentals, Architecture and Machines). Sie ist ein Fellow der Optical Society, der American Physical Society und des Institute of Electrical and Electronics Engineers.
Vučkovićs Forschungsinteressen umfassen Nanophotonik, Quanteninformationstechnologie, Quantenoptik, photonics inverse design, Nichtlineare Optik, Optoelektronik und Hohlraum-Quantenelektrodynamik.
Vučković ist außerdem Mitherausgeberin des ACS Photonics Journal.

## Leben
Jelena Vučković wurde in Niš, Jugoslawien geboren. Sie studierte an der Universität Niš. Sie erwarb einen Master (1997) und einen Ph.D. (2002) in Elektrotechnik am California Institute of Technology. 2002 wurde sie Postdoktorandin in der Abteilung für Angewandte Physik in Stanford. 2003 wurde sie Mitglied der Stanford Elektrotechnik Fakultät, zunächst als Assistant Professor (2003–2008), dann als Associate Professor (2008–2013) und schließlich als Professorin für Elektrotechnik (seit 2013). Seit Januar 2024 ist sie außerdem „Auswärtiges Wissenschaftliches Mitglied“ des Max-Planck-Instituts für Quantenoptik.

## Werk
Vučković ist Jensen Huang Professor in Global Leadership, Professorin für Elektrotechnik und Honorarprofessorin für Angewandte Physik an der Stanford-Universität. Sie leite das NQP Lab in Stanford und ist Fakultätsmitglied des Ginzton Lab, PULSE, SPRC, SystemX und Bio-X.
Sie ist Mitglied des Wissenschaftsbeirats des Max-Planck-Instituts für Quantenoptik (MPQ) in Garching bei München, und des Wissenschaftsbeirats des Ferdinand-Braun-Instituts in Berlin. Sie ist Mitglied des Beirats der technischen Direktion der National Science Foundation (NSF) und Vorstandsmitglied von SystemX.
Zu ihren Doktoranden zählen Ilya Fushman, Kleiner Perkins, Andrei Faraon, Dirk Englund, Professor am MIT, und Hatice Altug, Professorin an der EPFL.
Vučkovićs Forschungsinteressen umfassen Nanophotonik, Quanteninformationstechnologie, Quantentechnologie, Quantenoptik, Integrierte Quantenphotonik, photonics inverse design, Nichtlineare Optik, Optoelektronik und Hohlraum-Quantenelektrodynamik.
Vučkovićs Forschungsgruppe entwickelte ein Softwarepaket namens Spins. Es automatisiert das Design von beliebigen nanophotonischen Geräten durch den Einsatz von gradientenbasierten Optimierungsverfahren, die einen großen Raum möglicher Designs untersuchen können. Die resultierenden Geräte haben eine höhere Effizienz, eine kleinere Grundfläche und neue Funktionalitäten. 2018 hielt Vučković 15 Patente.

## Preise und Ehrungen
- Zeiss Research Award (2025)
- Mitglied der National Academy of Sciences (2023)
- Empfängerin des IET A F Harvey Prize (2020)
- Distinguished Scholar, Max-Planck-Institut für Quantenoptik (2019)[13]
- Fellow, Institute of Electrical and Electronics Engineers (2018)[14]
- Fellow, Optical Society (2015)[15]
- Fellow, American Physical Society (2015)[16]
- Hans Fischer Senior Fellow, Institute for Advanced Studies, Technische Universität München (2013)[17]
- Marko V. Jaric Preis für herausragende Leistungen in der Physik (2012)[18]
- Humboldt-Forschungspreis (2010)[19]
- Presidential Early Career Award for Scientists and Engineers (PECASE) (2006)